# Farkas Antal (katolikus pap)
Farkas Antal (Felsődiós, 1787. október 11. – Pozsony, 1872. február 21.) katolikus pap.

## Élete
Édesapja, nemes Farkas Ferenc, édesanyja Nagy Terézia volt. A gimnáziumot Nagyszombatban végezte; 1805-ben felvették növendékpapnak és Pozsonyban ismételte a szónoklati osztályt; mint másodéves teológus a francia háború idején a nemesi felkelők közé lépett. 1811. június 21-én miséspappá szentelték fel és segédlelkész volt Nagymányán, 1812-ben Nagysúron, 1813-ban Majtényban. 1817. április 30-án spácai plébános lett; 1849-ben kerületi alesperes; 1867. március 1-jén a Szent Adalbert-nyugdíjintézet tagja s november 21-én arany érdemkereszttel tüntették ki.

## Művei
Sermo, quo admodum rev. dnum Georgium Schnell, Ecclesiae Nagy-Bresztovan, et filialium parochum, qua neo-installatum surrogatum… in aedibus parochiae Nagy-Bresztovan die 6. Febr. 1827. nomine ejusdem vener, districtus decenter salutavit. Tyrnaviae.